# Agnellus de Ravenne
Andreas Agnellus (ou encore Agnellus de Ravenne), est un ecclésiastique catholique de Ravenne en Italie, vivant dans le courant du IXe siècle. Né autour de 805, mort après 846, il est connu pour avoir rédigé la vie des évêques qui se sont succédé sur le siège épiscopal de Ravenne tout au long du Bas-Empire romain, dans une compilation intitulée Liber Pontificalis Ecclesiae Ravennatis (LPR), plus connue sous le titre de « Annales de Ravenne ». La date de sa mort n’est pas connue, bien que ses Annales fassent état du décès de l’archevêque Georges de Ravenne en 846 ; Oswald Holder-Egger cite un papyrus daté de 854, ou de  869 qui contient le nom d’un prêtre nommé Andreas (appartenant à l’église de Ravenne), mais il n’y a aucun élément de preuve qui puisse relier cet Andreas avec Andreas Agnellus.

## Biographie
Bien qu’il ait été nommé abbé à la tête de Sainte-Marie de Blachernes et ensuite de Saint-Bartholomée, Andreas apparaît comme étant resté un prêtre séculier toute sa vie. Peut-être a-t-il été successivement abbé titulaire dans chacune des abbayes. Auteur du Liber Pontificalis Ecclesiae Ravennatis (LPR), rédigée sur le modèle du Liber Pontificalis, une compilation des vies des papes de Rome, il est resté dans l'esprit des historiens du Haut Moyen Âge et de l'Antiquité tardive comme l'auteur des « Annales de Ravenne ».
Ce travail a survécu grâce à deux manuscrits : un qui se trouve à la Bibliotheca Estense à Modène, copié en 1413; l’autre conservé à la Bibliothèque Vaticane; écrit au milieu du XVIe siècle, il s’interrompt brusquement au milieu de la vie de l’archevêque Pierre II. Des copies des vies de deux saints évêques de Ravenne, Sévère et Pierre Chrysologue existent dans des traditions indépendantes, copiées dans des collections de Vies de Saints.

## Œuvre
La première édition (editio princeps) du LPR a été publiée à Modène par Benedetto Bacchini en 1708 ; l'édition dans les Monumenta Germaniae Historica a longtemps été standard, mais, une édition définitive dans le Corpus Christianorum et une traduction anglaise complète du LPR sont désormais dus à Deborah Mauskopf Deliyannis.
Le LPR commence avec la vie de saint Apollinaire et s’achève avec celle de Georges, le 48e archevêque de Ravenne (mort en 846). Bien que selon l’article de la Catholic Encyclopedia, le travail d’Agnellus contient un matériau peu fiable ("unreliable material"), l’auteur du même article admet que le LPR est « a unique and rich source of information concerning the buildings, inscriptions, manners, and religious customs of Ravenna in the ninth century » (« une source riche et unique concernant les bâtiments, les inscriptions, les mœurs et les coutumes religieuses du neuvième siècle »). Deborah Deliyannis note que deux thèmes sont récurrents tout au long du LPR : l’anxiété au sujet des droits du clergé face à l’oppression émanant des évêques et une ferme préférence pour le statut autocéphale de Ravenne, avec un dégoût particulier pour le contrôle de l’archevêché de Ravenne par le pape de Rome.
Le Liber reste une source précieuse d'informations sur les derniers temps de l'Empire romain, ainsi que sur l’histoire ecclésiastique de Ravenne, un temps capitale impériale ; il est aussi un apport de valeur en ce qui concerne le contexte historique des faits rapportés, à côté d’autres sources comme les correspondances entre érudits, pour la période qui s’étend du IVe siècle de l’empire romain finissant, jusqu’au IXe siècle. À lui seul, il ne saurait être une autorité, mais reste un témoin important.